# 전재규
전재규(全在奎, 1976년 ~ 2003년 12월 7일)는 세종과학기지에서 보트 조난사고로 숨진 과학자이다.